# 伯特 (北達科他州)
伯特（英語：Burt）是位於美國北達科他州赫廷傑縣的非建制地區。

## 歷史
伯特的郵局於1911年設立，其後於1975年停運。

## 地理
伯特所處的海拔為高於海平面726米（即2382英呎），而該地所採用的時區為UTC-7，即北美山地时区（MST）。同時該地設有夏令時間，為UTC-7調快一小時，即UTC-6（MDT）。